# Oblutschje
Oblutschje (russisch Облучье) ist eine rajonunterstellte Stadt in der Jüdischen Autonomen Oblast im Fernen Osten Russlands und gleichzeitig der zweitgrößte Ort des Gebietes. Es befindet sich rund 160 km westlich der Gebietshauptstadt Birobidschan, am Amur-Zufluss Chingan. Die Stadt hat 9379 Einwohner (Stand 14. Oktober 2010).

## Geschichte
Oblutschje entstand 1911 als Stationssiedlung im Zuge der Verlegung einer Eisenbahnteilstrecke der Transsibirischen Magistrale. Der Ortsname ist russischen Ursprungs und bedeutet so viel wie „Umgehung“, da die Bahnlinie in diesem Bereich eine große Kurve um mehrere Berge herum macht. Den Stadtstatus erhielt Oblutschje im Jahre 1938.

### Bevölkerungsentwicklung
| Jahr | Einwohner |
| ---- | --------- |
| 1939 | 13.598    |
| 1959 | 15.277    |
| 1970 | 12.781    |
| 1979 | 13.420    |
| 1989 | 12.016    |
| 2002 | 11.069    |
| 2010 | 09.379    |

Anmerkung: Volkszählungsdaten

## Wirtschaft und Infrastruktur
In der Stadt ist das Goldförderungsunternehmen Soloto Sutary ansässig. Auch gibt es in Oblutschje Eisenbahnwerkstätten sowie einen Bahnhof an der Transsibirischen Bahn. Zudem befindet sich dort eine Russisch-Orthodoxe Kirchengemeinde.